# Pipin Hrbatý
Pipin také Pipin Hrbatý (769? – 811 Prüm, Porýní-Falc) byl syn franského krále a římského císaře Karla Velikého a jeho záhy zavržené první partnerky Himiltrudy.

## Životopis
Narodil se jako prvorozený syn ze svazku s Himiltrudou, která byla šlechtična alamanského nebo alsaského původu. Jako datum jeho narození je uváděn nejčastěji rok 769, někdy 770. Svazek mezi Himiltrudou a Karlem, který vládl v říši společně se svým bratrem Karlomanem, skončil poměrně záhy. 
Vztahy mezi bratry nebyly ideální, což se začalo projevovat od trestného tažení do Akvitánie roku 769. Vyhrocení sporu obou bratrů se snažila zabránit jejich matka Bertrada, která po smrti jejich otce Pipina měla velký vliv. Aby urovnala vztahy v říši, dojednala spojenectví s Desideriem, králem Langobardů, které se rozhodla zpečetit sňatkem svého syna Karla Velikého s Desideratou, dcerou langobardského krále. Svazek s Himiltrudou byl následně prohlášen za neprávoplatný a přestože porodila prvorozeného královského syna Pipina, byla z královského dvora propuštěna. Vztah Karla a Himiltrudy je stále předmětem sporu historiků. Je možné, že Himiltruda byla pouze konkubínou, či sňatek s Karlem měl germánskou formu manželství, které mělo oproti manželství církevnímu méně závazků, ale tato verze je považována za kontroverzní. Paulus Diaconus píše ve svém Gesta Episcoporum Mettensium, že se Pipin narodil jako ante legale connubium (před legálním sňatkem), ale neuvedl, zda za legální sňatek považoval germánský či církevní obřad, ke kterému došlo opravdu až po narození Pipina. V dopise adresovaném Karlovi označil papež Štěpán III. vztah s Himiltrudou za legitimní manželství, protože sledoval své zájmy, které měly zabránit tomu, aby si Karel vzal Desideratu, dceru langobardského krále Desideria, který byl nepřítelem papežství a proto papežský dopis poukazoval na to, že Karel je již řádně ženat. Papež nechtěl podporovat ani spojenecký svazek mezi královstvím Langobardů a Franskou říší, kdy oba jejich rody byly navíc spřízněny s bavorskými Agilolfingy skrze jejich vévodu Tassila III. Ve franských spisech byla Himiltruda označována za konkubínu krále Karla a tak motivy královny matky nejsou zcela známé, snad chtěla navázat na dobré vztahy Langobardů a Karlovců z dob jejího tchána a franského majordoma Pipina III. Krátkého. Tyto plány na sňatkové spojenectví přerušila smrt Karlomana, který zemřel 4. prosince 771 ve falci Samoussy. Po této události si již Karel Veliký jako jediný vládce Franské říše nenechal do vladařské strategie mluvit, langobardskou princeznu zapudil a království Langobardů o tři roky později dobyl.
Po rozchodu Karla a Himiltrudy žil Pipin zřejmě i nadále na otcově dvoře. Teprve po sňatku Karla s Hildegardou Švábskou a po narození nových mužských dědiců Karla Mladšího a Karlomana se stala Pipinova pozice nejistá. V roce 780 nebo 781 dal Karel mladého Karlomana pokřtít papežem Hadrianem I. Karloman po křtu získal jméno Pipin. Poeta Saxo, latinský básník z 9. století zaznamenal, že Karel navštívil velikonoční slavnosti, během nichž ctihodný papež pokřtil Karlomana. Tato událost byla první, která postupně zbavila Pipina Hrbatého podílu na dědictví.  Nicméně, pro nedostatek dokladů a dobových dokumentů současní historici tento názor postupně opouští a někteří dokonce argumentují možností, že si Pipin Hrbatý udržel svůj plný podíl na dědictví v království až do jeho vzpoury v roce 792. Druhý nejstarší ze synů Karla Velikého, Karel Mladší, obdržel na jaře roku 790 vévodství Maine a také se stal vládcem Neustrie. 
Roku 792 dostal Karel Veliký zprávu o připravovaném spiknutí proti němu i jeho třem synům z manželství s Hildegardou. V čele spiknutí byl Pipin Hrbatý. Jeden z Langobardů jménem Fardulf toto spiknutí odhalil a oznámil to Karlovi Velikému. Fardulf za tuto loajalitu ke králi byl později jmenován opatem v opatství Saint-Denis. Když byli všichni spiklenci zadrženi a shledáni vinnými, byl jim zabaven majetek a následně odsouzeni k smrti. Někteří z nich však odešli s mírnějšími tresty a jejich život byl ušetřen, včetně Pipina Hrbatého. Karel nechtěl zabít svého prvorozeného syna, patrně měl Pipin Hrbatý ještě nějakou náklonnost svého otce. Historik Pierre Riché napsal: Vzpoura jeho bastardského syna Pipina Hrbatého ho obzvlášť znepokojovala, patrně v důsledku toho, že se jednalo o jeho syna. Trest pro něho byl ale nezbytný. Karlův životopisec Einhard zaznamenal: Když byl jeho podvod odhalen a spiklenci potrestáni, jeho hlava byla oholena a podle svého přání byl poslán k náboženskému životu do kláštera v Prümu. Tento klášter byl vhodným místem pro exil Pipina, nacházel se poblíž soutoku Rýna a Mosely, daleko od centra Karlovy říše. Pipin Hrbatý zde strávil zbývající roky svého života jako mnich. Zemřel někdy okolo roku 811, pravděpodobně na dýmějový mor. Historici se v názoru na datum Pipinova úmrtí rozcházejí, ale dochované zdroje naznačují, že rokem jeho úmrtí je rok 810 nebo 811. Annales regni Francorum dnem jeho smrti označuje 8. červenec 810.